# Theretra nessus
Theretra nessus är en fjärilsart som beskrevs av Dru Drury 1773. Theretra nessus ingår i släktet Theretra och familjen svärmare. Inga underarter finns listade i Catalogue of Life.

## Beskrivning

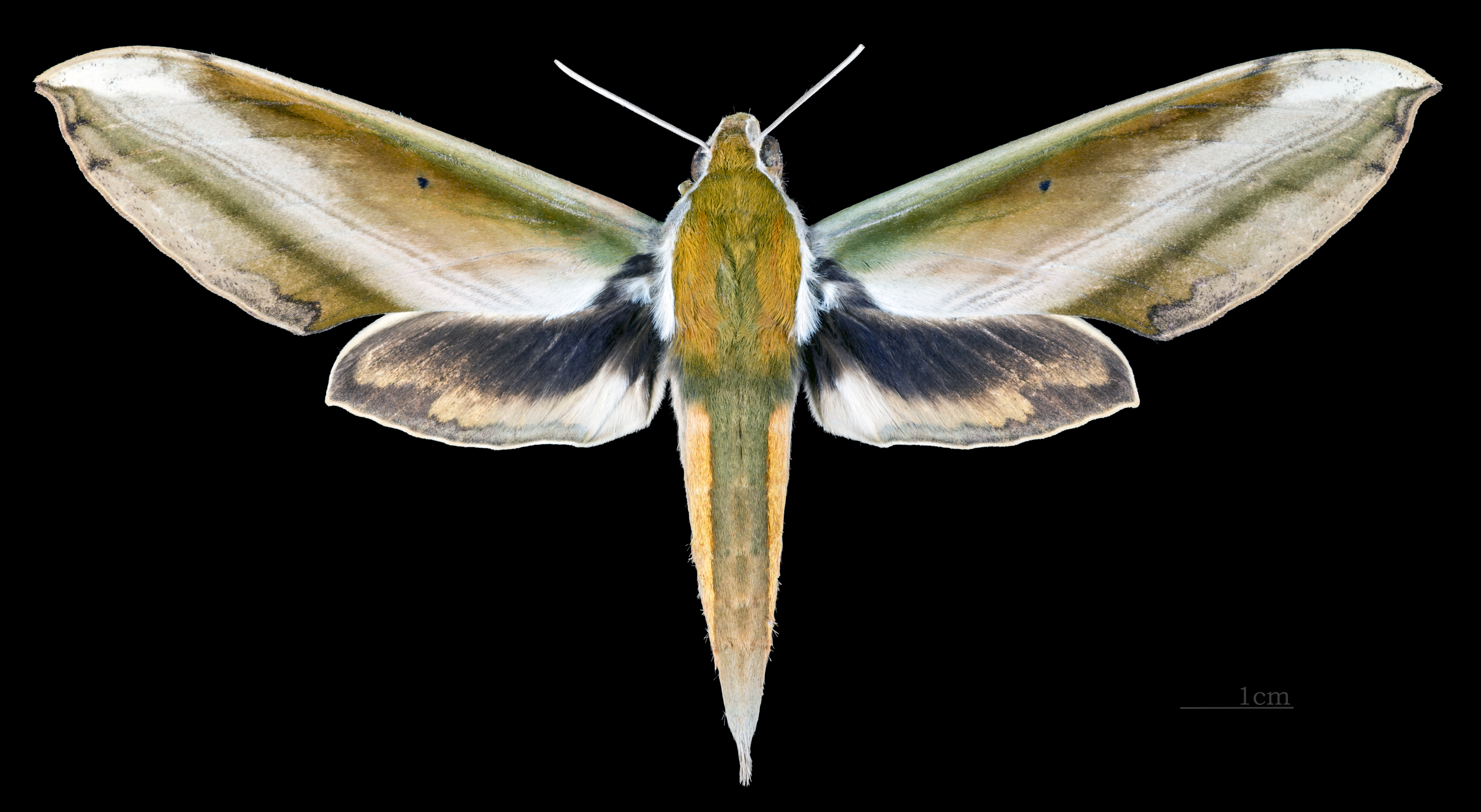
Theretra nessus ♀
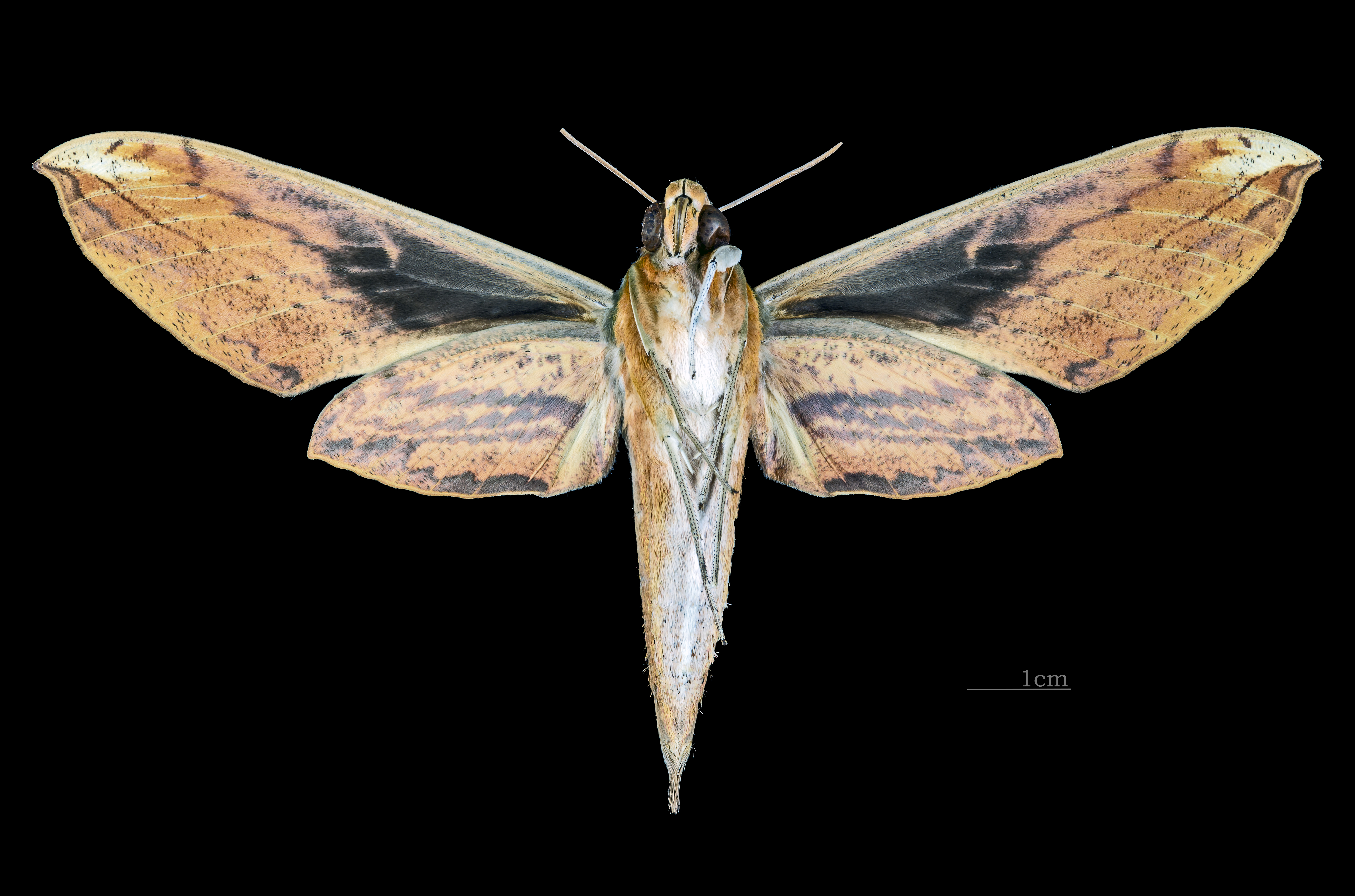
Theretra nessus ♀ △
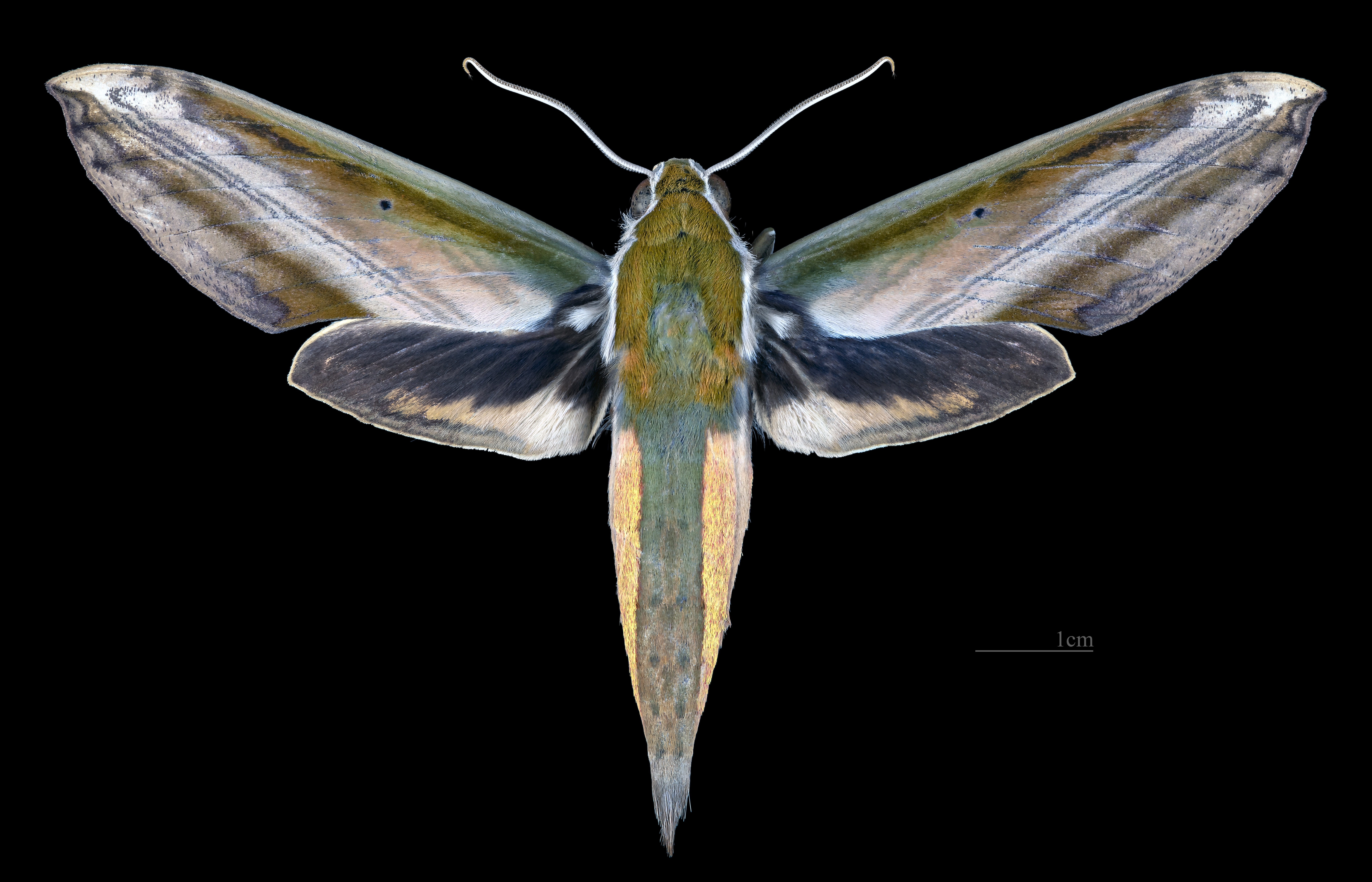
Theretra nessus ♂
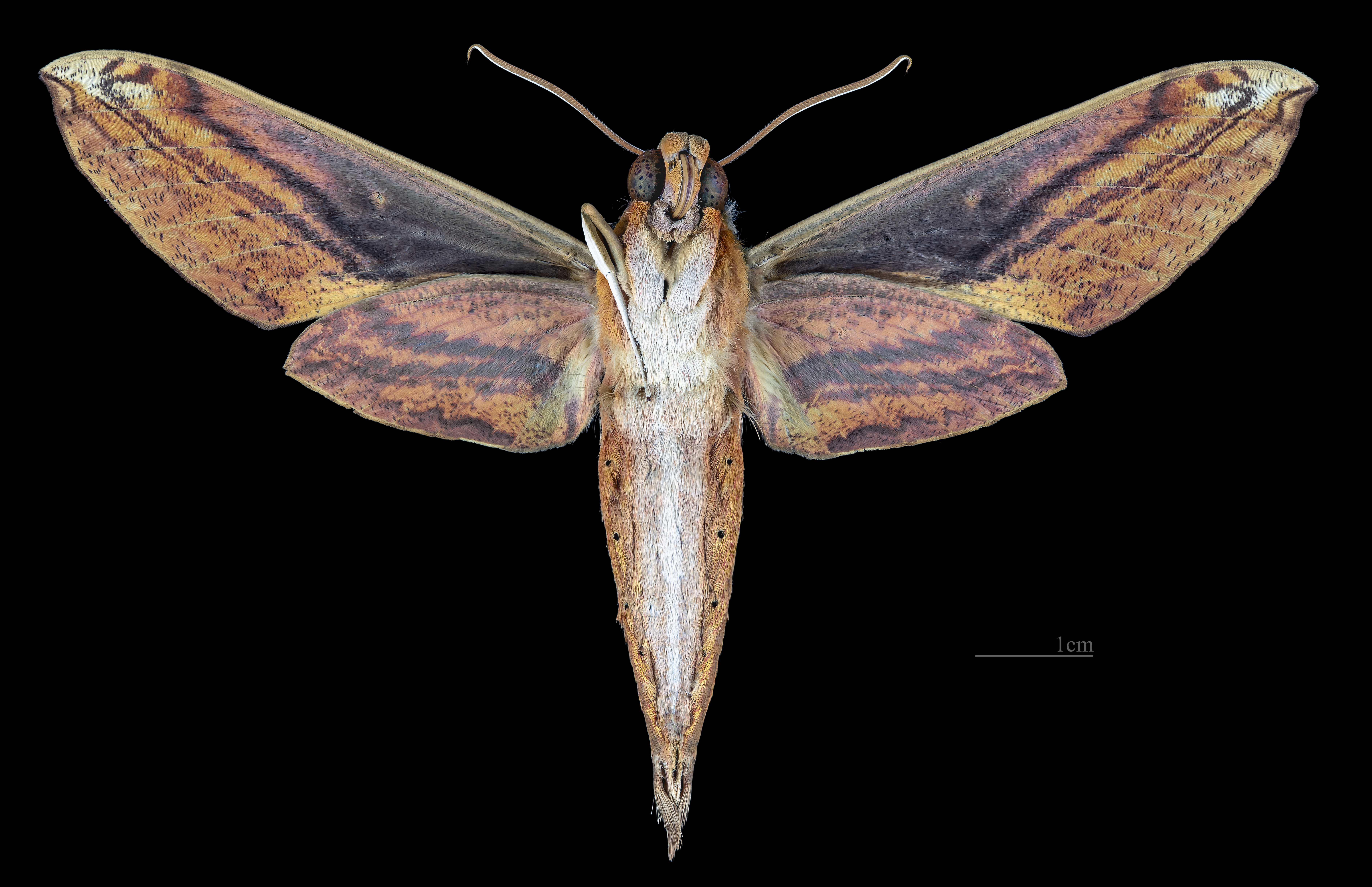
Theretra nessus ♂ △